# 小沃索尔
小沃索尔（匈牙利語：Kisvaszar）是匈牙利巴兰尼亚州所辖的一个村。总面积20.35平方公里，总人口327，人口密度16.1人/平方公里（2011年1月1日）。